# Žores Ivanovič Alfjorov
Žores Ivanovič Alfjorov (rusky Жоре́с Ива́нович Алфёров; 15. března 1930 – 1. března 2019, Petrohrad) byl ruský fyzik a akademik, který výrazně přispěl ke vzniku moderní fyziky a elektroniky heterogenních struktur. Vynalezl heterogenní tranzistor a v roce 2000 získal Nobelovu cenu za fyziku. Byl taky ruským komunistickým politikem a od roku 1995 do své smrti poslancem Dumy, parlamentu Ruské federace; na sklonku života se stal jedním z nejvlivnějších členů Komunistické strany Ruské federace.

## Biografie

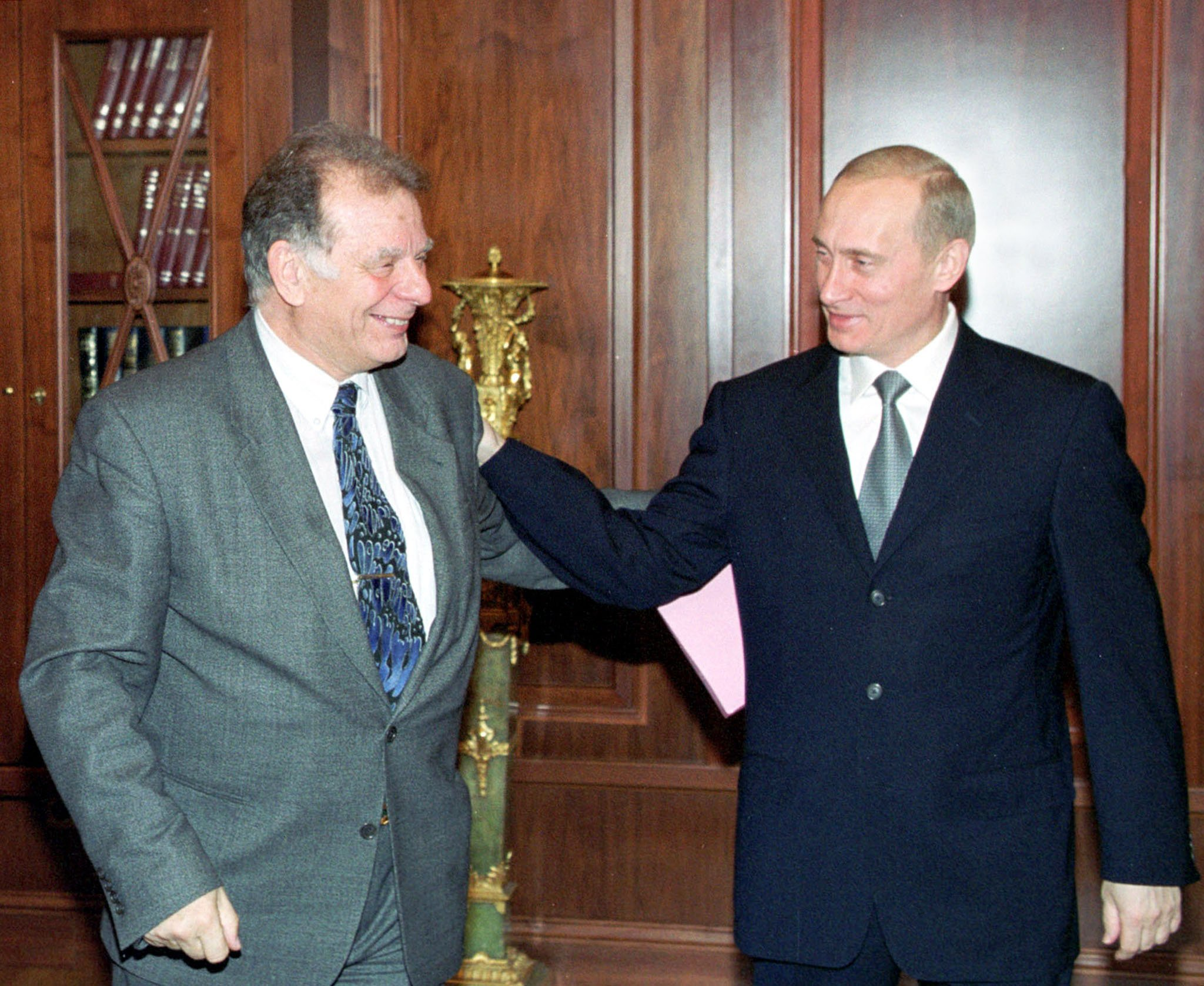
Alferov s Vladimirem Putinem.

Narodil se ve Vitebsku v Běloruské SSR (Sovětský svaz) do běloruské rodiny. V roce 1952 vystudoval Leninův elektrotechnický institut v Leningradu. Od roku 1953 pracoval na Ioffeho fyzikálně-technickém institutu Akademie věd SSSR. Na institutu získal několik vědeckých titulů: kandidát matematicko-fyzikálních věd (1961) a doktor matematicko-fyzikálních věd (1970). Od roku 1987 byl ředitelem institutu. Od roku 1979 byl členem Ruské akademie věd. V roce 1989 se stal viceprezidentem Akademie a předsedou předsednictva jejího centra v Petrohradu. Od roku 1995 byl členem Dumy za Komunistickou stranu Ruské federace, komunistou byl od roku 1965. V roce 2000 získal spolu s Herbertem Kroemerem Nobelovu cenu za fyziku „za vývoj heterogenních polovodičových struktur používaných ve vysokorychlostní elektronice a optoelektronice“.
Hermann Grimmeiss, člen Královské švédské akademie věd, která Nobelovy ceny uděluje, řekl: „Bez Alfjorova by nebylo možné přenášet všechna data ze satelitů na Zem nebo mít tolik telefonních linek mezi městy.“

## Oblasti výzkumu
Od roku 1962 se zabývá studiem heterogenních struktur polovodičů. Jeho objevy např. v oblasti laserů, fotovoltaických článků, technologie LED a epitaxe přispěly ke vzniku moderní fyziky a elektroniky heterogenních struktur.

## Ocenění
- 1972 – Leninova cena
- 1984 – Státní cena SSSR
- 1999 – Děmidovova cena
- 2000 – Nobelova cena za fyziku – s Herbertem Kroemerem a Jackem Kilbym
- 2001 – Cena Kjóto v kategorii Pokročilé technologie